# Jonslund
Jonslund is een plaats in de gemeente Essunga in het landschap Västergötland en de provincie Västra Götalands län in Zweden. De plaats heeft 314 inwoners (2005) en een oppervlakte van 56 hectare.

## Verkeer en vervoer
Bij de plaats lopen de E20 en Länsväg 186.